# 超米粒組織
超米粒組織是太陽表面的一種特殊的對流胞模式。它是由哈特（A.B.Hart） （页面存档备份，存于）使用都卜勒速度量測光球上的水平流動（流速約為300至500 m/s，是只有米粒組織十分之一的顆粒）在20世紀50年代發現的。稍後（20世紀60年代），雷頓（Leighton）、諾伊斯（Noyes）和西蒙（Simon）為超米粒組織建立了約30,000公里的典型尺寸和約24小時的壽命。

## 起源
長期以來，超米粒組織一直被解釋為一種特定的對流尺度參數，但其起源尚不明確。儘管太陽光球中存在米粒組織是一個有充分記錄的現象，但對於更高階米粒組織模式的真實性質甚至存在與否，仍有很多爭議。一些作者認為存在三種不同的組織規模：直徑為150–2,500公里的典型米粒組織，5,000–10,000公里的中型米粒組織，和超過20,000公里的超米粒組織。米粒組織通常被認為是對流胞形成分級結構的迹象：因此，超級米粒組織在其最上層會碎裂成更小的中型米粒組織，而中型米粒組織又會在其表面分裂成更小的米粒組織。太陽物質將在分離米粒組織的黑暗"通道"中向下流動，分隔在超米粒組織之間的是濃度最高的冷氣體，類似於較小的支流連接於河流。然而，應該強調的是，這張照片具有高度的推測性，根據未來的發現，可能會被證明是錯誤的。最近的研究顯示了一些證據，表明中型米粒組織是由平均程式引起的重影特徵。

## 外部連結
- a SOHO/MDI Dopplergram showing supergranular speed pattern （页面存档备份，存于）
- NASA: The Sun Does The Wave （页面存档备份，存于）
- Information at Nature.com （页面存档备份，存于）
- Michel Rieutord and François Rincon, "The Sun’s Supergranulation", Living Rev. Solar Phys. 7, (2010), 2. online article （页面存档备份，存于） (cited on June 15, 2010).